# Amos Anderson
Amos Valentin Anderson (né le 3 septembre 1878 à Kemiö – mort le 2 avril 1961 à Dragsfjärd) est un homme d'affaires, éditeur de magazines et député finlandais,.

## Biographie
Amos Anderson a légué tous ses biens au Konstsamfundet, qui gère le musée Amos Anderson devenu le musée Amos Rex en 2018.